# Protathra
Protathra is een geslacht van rechtvleugeligen uit de familie krekels (Gryllidae). De wetenschappelijke naam van dit geslacht is voor het eerst geldig gepubliceerd in 1997 door Desutter-Grandcolas.

## Soorten
Het geslacht Protathra  is monotypisch en omvat slechts de volgende soort:
- Protathra gigantea (Desutter-Grandcolas, 1997)